# Cordillera Escalera
Die Cordillera Escalera (escalera span. für „Treppe“) ist ein Gebirgszug im zentralen Norden Perus. Sie bildet einen Teil der peruanischen Ostkordillere.

## Lage
Die Cordillera Escalera erstreckt sich in NNW-SSO-Richtung über eine Länge von 150 km entlang der Grenze der beiden Regionen San Martín und Loreto. Sie wird im Südosten vom Flusstal des Río Huallaga begrenzt. Dort schließt sich nach Süden hin die Cordillera Azul an. Im Norden bildet der Kreuzungspunkt der Einzugsgebiete von Río Cahuapanas, Rio Yanayacu und Río Huascayacu den Übergang zur weiter nordwestlich verlaufenden Cordillera Manseriche-Cahuapanas. Der höchste Punkt liegt im Nordwesten und hat eine Höhe von etwa 2220 m. Das bis zu 30 km breite Gebirge besteht im Wesentlichen aus zwei Höhenkämmen, die abschnittsweise parallel verlaufen. Der Río Mayo fließt entlang der südwestlichen Flanke und entwässert diese gemeinsam mit seinem Nebenfluss Río Cumbaza. Im Südosten befinden sich zwei Durchbruchstäler des Río Huallaga. Im Nordosten grenzt die Cordillera Escalera direkt an das Amazonastiefland. Die Flüsse Río Cainarache, Río Shanusi und Río Paranapura entwässern das Gebirge mit ihren Zuflüssen nach Nordosten hin. 

## Ökologie
Die Cordillera Escalera ist hauptsächlich mit Regenwald bedeckt und weist eine hohe Biodiversität auf. Sie bildet den Lebensraum vieler bedrohter Tierarten, insbesondere von Amphibien. Im Jahr 2005 wurde das 1498,7 km² große Schutzgebiet Área de Conservación Regional Cordillera Escalera eingerichtet.